# Живот на колела
„Живот на колела“ е български 5-сериен телевизионен игрален филм (драма) от 1990 година на режисьора Димитър Аврамов, по сценарий на Христо Калчев и Георги Даскалов. Оператор е Венко Каблешков. Музиката във филма е композирана от Вили Казасян. Художник-постановчик е Владимир Лекарски. Филмът е екранизация по романа „Нежни вълци“ на Христо Калчев .

## Сюжет
Голяма асфалтова база в края на 80-те години. Бригадирът Бръмбаров е човек с принципи, който полага усилия, за да подобри битовите условия на обекта. Липсата на резервни части, неизплатените премиални и неразбирателствата с по-голямото началство водят до напрежение между неговите колеги, някои от които искат да го изместят от мястото му. Шофьорите от базата са корави хора с различни, трудни съдби. Повечето са приятели помежду си, но не липсват интригите, мръсните номера и прелюбодейството. Обединява ги стремежът към повече пари и по-добър живот. Затова те са склонни нерядко да правят компромиси със съвестта си.
Мишо, който е останал инвалид след тежка автомобилна злополука, се мъчи да се върне отново зад волана на камиона, но получава категоричен отказ от шефовете. Това го довежда до отчаяние, което в крайна сметка завършва фатално. Младият Ботко, израснал в сиропиталище, изживява трудна любов с инженер Генова - жена от добро семейство, което отказва да преглътне произхода на бъдещия зет. Сашо, по прякор Сладкия, не може да осигури нормална квартира за себе си и приятелката си и тя скоро го напуска. Кроткият Рашо е влюбен в барманката Сия, но когато тя става жертва на сексуално посегателство, извършено от колегата му по прякор Графа, губи задръжки и го пребива почти до смърт. Александър Брезов трябва да се грижи за доведения си син, след като е изоставен от своята невярна съпруга. Петър Киров – Прилепа се терзае от факта, че е зарязал жена си и двете си деца и не може да намери покой. Секретарката Люси се готви за сватба с д-р Христов, но е принудена да изтърпи огромно разочарование. Виктор, който е женен за бившата съпруга на Бръмбаров всячески се стреми да го измести от бригадирското място и в крайна сметка успява.
В тази сложна среда нещо като балансьори се явяват профпредседателя на бригадата, когото всички наричат Влаха, и журналистът Иван Троев, който също има проблеми с бившата си жена. Троев е изправен пред тежък вътрешен конфликт – дали да публикува статия, която разкрива машинации, свързани с използването на по-евтини материали на строителен обект или да премълчи, воден от чувството за солидарност. Ситуацията допълнително се усложнява, след като той започва връзка с дъщерята на шефа на базата инженер Герчев.

## Серии
- 1. серия – 57 минути
- 2. серия – 58 минути
- 3. серия – 58 минути
- 4. серия – 57 минути
- 5. серия – 57 минути [2].

## Актьорски състав
| В ролите                      | Изпълнител                                |
| ----------------------------- | ----------------------------------------- |
| Бръмбаров, началник на базата | Иван Иванов                               |
| Виктор                        | Любен Чаталов                             |
| Люси                          | Жана Караиванова                          |
| Сашо Сладкия, шофьор          | Михаил Михайлов                           |
| Рашо Кита, монтьор            | Калин Арсов                               |
| Петър Киров - Прилепа, шофьор | Антон Радичев                             |
| Иван Ботев - Ботко, шофьор    | Красимир Марянов                          |
| Сия                           | Катерина Евро                             |
| Мишо, шофьор                  | Кирил Варийски                            |
| Влаха                         | Васил Банов                               |
| журналистът Иван Троев        | Ивайло Герасков                           |
| Александър Брезов             | Румен Иванов                              |
| инженер Мария Генова          | Росица Русева                             |
| Георги Данчев - Графа, шофьор | Константин Трендафилов                    |
| д-р Христов                   | Радко Дишлиев                             |
| Герчев                        | Борис Луканов                             |
| съпругата на Троев            | Бойка Велкова                             |
|                               | Цветана Лазарова                          |
| синът на Мишо                 | Веселин Прахов (като Асен Прахов)         |
|                               | Жана Яковлева                             |
| Найда                         | Таня Д. Димитрова                         |
|                               | Ваня Бояджиева                            |
|                               | Любен Петров                              |
|                               | Антония Драгова                           |
| майката на Сашо               | Люба Алексиева                            |
|                               | Румен Димитров                            |
|                               | Петър Димов                               |
|                               | Магдалена Кендерова                       |
|                               | Лилия Грънчарова                          |
|                               | Румяна Първанова                          |
|                               | Цветан Ватев                              |
|                               | Недялко Петров                            |
|                               | Славян Габровски                          |
|                               | Асен Димитров                             |
|                               | Стефания Джидрова                         |
|                               | Минка Сюлеймезова (като Минка Сюлемезова) |
|                               | Бончо Урумов                              |
|                               | Димитрина Савова                          |
|                               | Адриана Иванова                           |
|                               | Светла Първанова                          |
| мъжът на Люси                 | Валентин Гаджоков                         |
|                               | Иван Гайдарджиев                          |

и други